# Davi Alcolumbre
David Samuel Alcolumbre Tobelem (Macapá, 19 giugno 1977) è un politico brasiliano, Presidente del Senato Federale dal 2019 al 2021 e nuovamente dal 2025.